# Stråvalla sogn
Stråvalla sogn i Halland var en del af Viske herred. Stråvalla distrikt dækker det samme område og er en del af Varbergs kommun. Sognets areal var 15,43 kvadratkilometer, heraf land 15,34. I 2020 havde distriktet 1.027 indbyggere. Landsbyen Stråvalla ligger i sognet. Frilandsmuseets Gård fra Halland kommer fra Stråvalla.
Navnet (1337 Stravold ) består af to dele. Den første del er fra den samme ordstamme som åen Strøan. Den anden del stemmer fra 'vall' (slette). Befolkningen steg fra 1810 (325 indbyggere) til 1850 (447 indbyggere). Derefter faldt den, så der i 1960 var 246 indbyggere i Valinge. Siden er befolkningen steget hurtigt (især siden 2000).